# Ton Wagemakers
Antonius Jacobus Cornelis (Ton) Wagemakers (Breda, 9 juni 1919 – Waalwijk, 5 januari 2000) was een Nederlands politicus van de KVP en later het CDA.
Hij werkte als handelsvertegenwoordiger en was van 1970 tot 1978 wethouder in Den Bosch. In juni 1978 werd Wagemakers benoemd tot burgemeester van Heeswijk-Dinther wat hij tot zijn pensionering in 1984 zou blijven. Begin 2000 overleed hij op 80-jarige leeftijd. Zijn zoon Ed Wagemakers ging eveneens de politiek in en was voor het CDA Eerste Kamerlid. 